# 本多辰次郎
本多 辰次郎（ほんだ たつじろう、明治元年4月15日（1868年5月7日） - 1938年（昭和13年）7月8日）は戦前日本の歴史学者。山形県立山形中学校長、宮内省臨時帝室編修局御用掛、法政大学、立教大学講師。

## 経歴
明治元年（1868年）4月15日愛知県海部郡津島町に七里長兵衛の次男として生まれた。1886年（明治19年）上京して浅草区小島町に住み、大谷教校に通ったが、同年高等科が京都に移転したため、共立学校に入学した。1889年（明治22年）第一高等中学校、1895年（明治28年）東京帝国大学国史科、1898年（明治31年）帝国大学大学院に進んだ。
1898年（明治31年）本多正開の養子となり、1902年（明治35年）家督を相続した。1903年（明治36年）5月山形県立山形中学校教諭心得、12月校長となり、1908年（明治41年）2月22日辞職した。
1908年（明治41年）2月24日宮内省図書寮に出仕、5月図書課長、1914年（大正3年）編修課長となり、1915年（大正4年）3月昭憲皇太后実録編修主任を任された。1924年（大正13年）9月15日「徳川時代ニ於ケル山陵修築」で文学博士。1926年（大正15年）6月3日臨時帝室編修局御用掛となって『明治天皇紀』編纂に携わり、1933年（昭和8年）完成し、7月29日免職となった。8月24日正四位勲三等。
1933年（昭和8年）9月法政大学、立教大学講師となり、9月24日から10月28日まで華北塘沽、天津、北平、満州国大連、旅順、撫順、奉天、新京、吉林、朝鮮平壌、京城、金剛、慶州を旅行した。
1936年（昭和11年）9月体調不良により大学を辞職し、1937年（昭和12年）10月18日長男正一に家督を譲り、自身は娘親子、久子と大森区久ヶ原町913番地に分家した。1938年（昭和13年）5月胃腸を患い病床に伏し、7月8日午前9時20分死去した。10日自宅で葬儀が行われた。法名は真知院釈成覚。

## 著書
- 1901年（明治34年） 『新編東洋史要』 NDLJP:775774
- 1906年（明治39年） 『近世高僧逸伝』 NDLJP:816371
- 1915年（大正4年） 『維新史』 NDLJP:932800
- 1916年（大正5年） 『勤王論之発達』 NDLJP:953293
- 1923年（大正12年） 『真宗開祖親鸞聖人』 NDLJP:969826
- 1928年（昭和3年） 『勤王思想の発達』
- 1933年（昭和8年） 『皇室と仏教』 NDLJP:1105882
- 1936年（昭和11年） 『北支満鮮旅行記』
- 1936年（昭和11年） 『真宗の研究』
- 1940年（昭和15年） 『かたみの花』 NDLJP:1104781

## 親族
- 実父：七里長兵衛
- 養父：本多正開
- 妻：文之 - 1887年（明治20年）11月生。和歌山県出身。弟に朝鮮貯蓄銀行頭取・植野勲[2]、東京パン社長・植野明。
- 長男：正一 - 1909年（明治42年）7月生[2]。
- 長女：美和 - 1901年（明治34年）4月生三重県農学士東千世久に嫁ぐ[2]。
- 次女：寿満 - 1905年（明治38年）3月生。東京府陸軍士官神吉武吉に嫁ぐ[2]。
- 三女：節 - 1908年（明治41年）4月生。第三高等女学校卒。愛知県陸軍士官水谷秀行に嫁ぐ[2]。
- 娘：親子 - 1917年（大正6年）3月生[2]。
- 娘：久子 - 1919年（大正8年）6月生[2]。